# Primeiro processo de vacância presidencial contra Pedro Castillo
O primeiro processo de vacância presidencial contra Pedro Castillo foi uma ação iniciada pelo Congresso da República do Peru com o objetivo de declarar a "incapacidade moral permanente" do Presidente da República, Pedro Castillo Terrones. Em 25 de novembro de 2021, as bancadas dos partidos Fuerza Popular, Renovación Popular e Avanza País conseguiram atingir o número mínimo necessário de 26 assinaturas, para poder apresentar a moção de vacância presidencial, depois disso deveria ter sido alcançado uma votação de pelo menos 52 congressistas para que o plenário do congresso admitisse para debater. O processo não obteve votos suficientes.

## Justificativa para a vacância
Conforme expresso no documento apresentado para o pedido de vacância, o processo foi instaurado com base nos seguintes fundamentos:
- Uso ilegal de fundos públicos pelo Governo Regional de Junín na campanha eleitoral de 2021 do Perú Libre.
- Nomeação de altos funcionários vinculados ao terrorismo e acusados de apologia do terrorismo.
- Tráfico de influência em promoções nas Forças Armadas e na SUNAT.
- Enfraquecimento do sistema democrático ao estreitar relações com governos antidemocráticos como o venezuelano e endossar a intervenção de personagens estrangeiros em assuntos internos (Evo Morales e Ari Ben-Menashe).
- Gerar instabilidade econômica ao enviar em suas participações públicas “mensagens conformacionais e que ameaçam a estabilidade econômica ao indicar que vai expropriar, nacionalizar recursos naturais como o gás ou que os empresários são obrigados a renegociar contratos, sem respeitar o ordenamento jurídico”.
- Maus-tratos aos meios de comunicação e recusa em prestar contas à sociedade.
- Permissibilidade da violência contra a mulher.

## Rejeição do processo de vacância
Em 7 de dezembro, o Congresso rejeitou o prosseguimento do processo de vacância, tendo obtido 76 votos contra e 46 a favor. Consequentemente, o processo de vacância não foi admitido para debate em decorrência do requerimento de 25 de novembro.